# Кеньон, Синтия
Синтия Джейн Кеньон (англ. Cynthia Jane Kenyon; род. 21 февраля 1954, Чикаго, Иллинойс) — американский молекулярный биолог и биогеронтолог. Профессор Американского онкологического общества, директор центра Hillblom Center for the Biology of Aging в Калифорнийском университете, Сан-Франциско. Член Национальной академии наук США. Известна исследованиями червя Caenorhabditis elegans, доказавшими, что изменения в отдельном гене могут удвоить продолжительность жизни червя.

## Карьера
Синтия Кеньон окончила Университет Джорджии по специальности «химия и биохимия» в 1976 году. Получила докторскую степень в 1981 году в Массачусетском технологическом институте, где в лаборатории Грэма Уокера искала гены на основе их профилей активности и обнаружила, что ДНК-повреждающие агенты активируют батарею генов репарации ДНК в кишечной палочке. Затем работала как постдок в MRC Laboratory of Molecular Biology (Кембридж, Англия) под руководством Сиднея Бреннера, изучая развитие Caenorhabditis elegans.
С 1986 года Синтия работала в Калифорнийском университете в Сан-Франциско, где она стала заслуженным профессором биохимии и биофизики имени Герберта Бойера, а сейчас является профессором Американского онкологического общества. В 1999 году Синтия стала соучредителем Elixir Pharmaceuticals совместно с Леонардом Гуаренте — организации, занимающейся поиском и разработкой лекарств, которые замедляют процесс старения людей.
В апреле 2014 года Кеньон была назначена на должность вице-президента по исследованию старения в компании Calico. До этого она работала консультантом с частичной занятостью, начиная с ноября 2013 года. Кеньон до сих пор связана с Калифорнийским университетом как почетный профессор.
Её ранние работы показали, что гомеозисные гены, которые, как было известно, образуют сегменты тела плодовой мухи — дрозофилы, также образуют тело Caenorhabditis elegans. Эти результаты продемонстрировали, что гомеозисные гены не просто участвовали в сегментации, как предполагалось, но вместо этого были частью гораздо более древней и фундаментальной системы формирования паттернов многоклеточных организмов.
В 1993 году открытие Кеньон о том, что мутация одного гена Daf-2 может удвоить продолжительность жизни Caenorhabditis elegans, а также что этот эффект может быть устранён с помощью мутации в daf-16m, вызвало интенсивное исследование молекулярной биологии старения, включая работы Леонарда Гуаренте и Дэвида Синклера. Результаты Кеньон привели к открытию, что эволюционно консервативная система передачи сигналов гормонов влияет на старение в других организмах, возможно, также включая млекопитающих.
Кеньон получила множество наград, в том числе премию имени короля Фейсала за медицину, премию Американской ассоциации медицинских колледжей за выдающиеся исследования, премию Ilse & Helmut Wachter за выдающиеся научные достижения и премию La Fondation IPSEN за свои выводы.
- Премия Диксона по медицине (2021)

Член Американской академии наук и искусств. Президент Американского генетического общества в 2003 году. Также является одним из известных биологов в научном документальном фильме 1995 года Смерть по замыслу.